# 梅斯佩爾布倫城堡

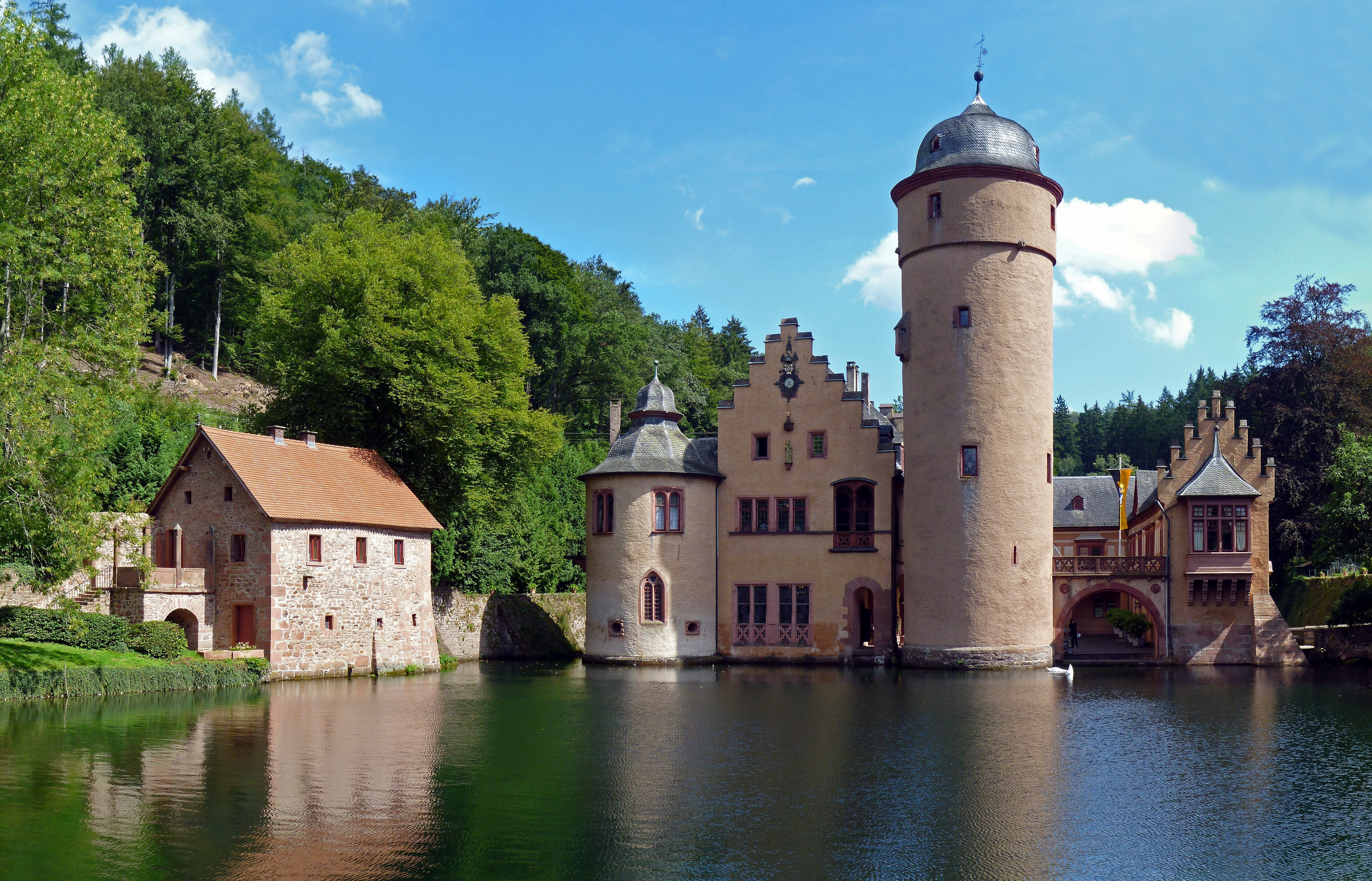
梅斯佩爾布倫城堡

梅斯佩爾布倫城堡（德語：Schloss Mespelbrunn）是位於德國巴伐利亞州城市梅斯佩爾布倫附近的一座城堡。梅斯佩爾布倫城堡是德國遊客數最多的水上城堡之一，是德國熱門的旅遊景點。

## 外部連結
- Official site of Mespelbrunn Castle （页面存档备份，存于）

49°54′20″N 9°18′26″E / 49.905556°N 9.307222°E